# Baños de Montemayor
Baños de Montemayor is een dorp en gemeente in de Spaanse provincie Cáceres in de regio Extremadura. Baños de Montemayor heeft 779 inwoners (1 januari 2016).

## Geografie
Baños de Montemayor heeft een oppervlakte van 22 km² en grenst aan de gemeenten Aldeanueva del Camino, El Cerro, Hervás, La Garganta, Montemayor del Río, Peñacaballera en Puerto de Béjar.

## Burgemeester
De burgemeester van Baños de Montemayor heet Óscar Mateos Prieto.

## Wapen
De beschrijving van het wapen luidt in het Spaans als volgt:
Escudo cortado. Primero, de plata, ondas de plata y azur, sumado de surtidor de azur. Segundo, de plata, árbol arrancado, de sinople, frutado, de gules, acompañado de dos lobos, de sable, uno a cada lado, empinates al tronco. Bordura, de gules, ocho eslabones de oro. Al timbre, Corona Real cerrada.

## Demografische ontwikkeling
Bron: INE, 1857-2011: volkstellingen

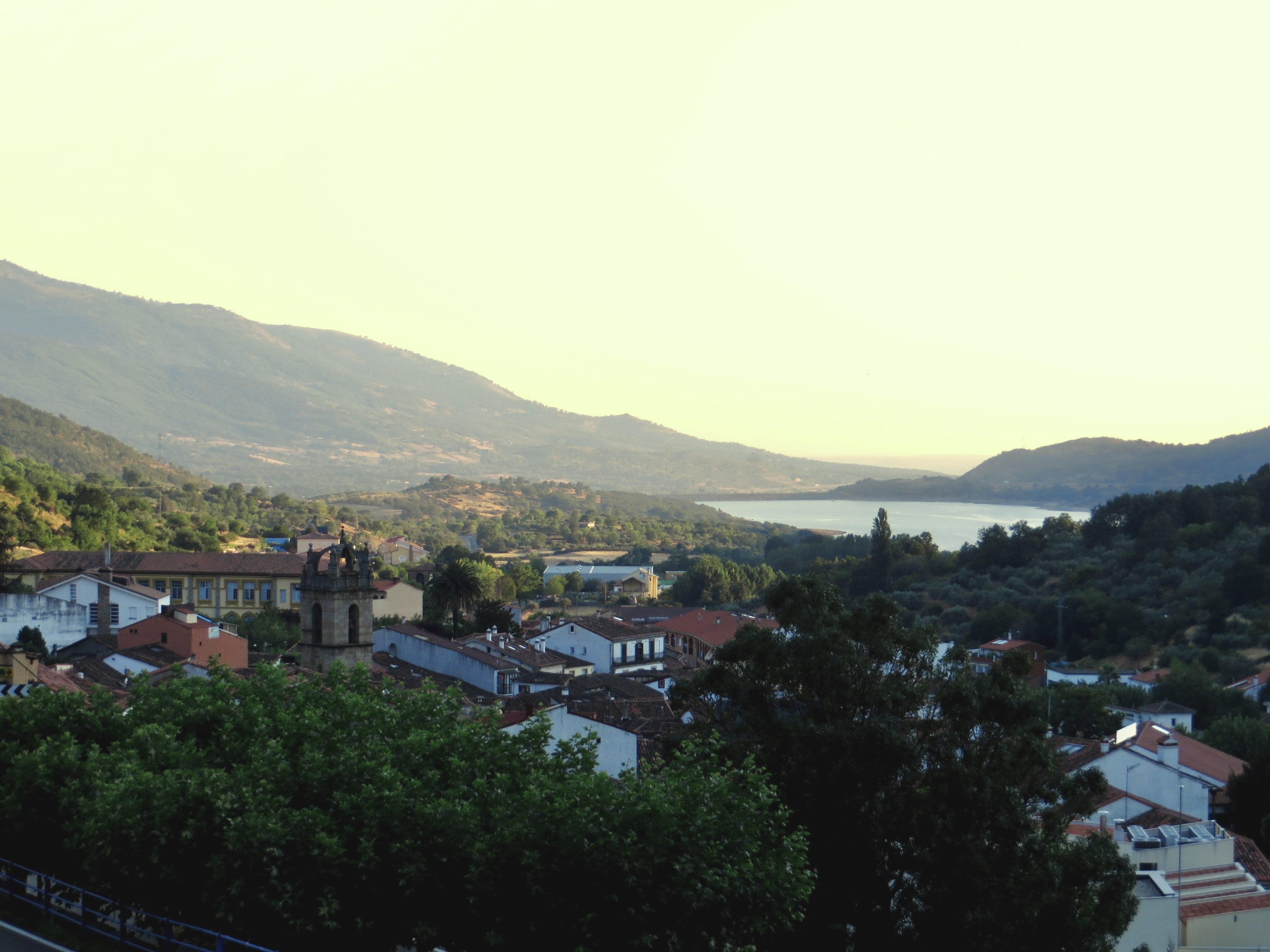
Baños de Montemayor
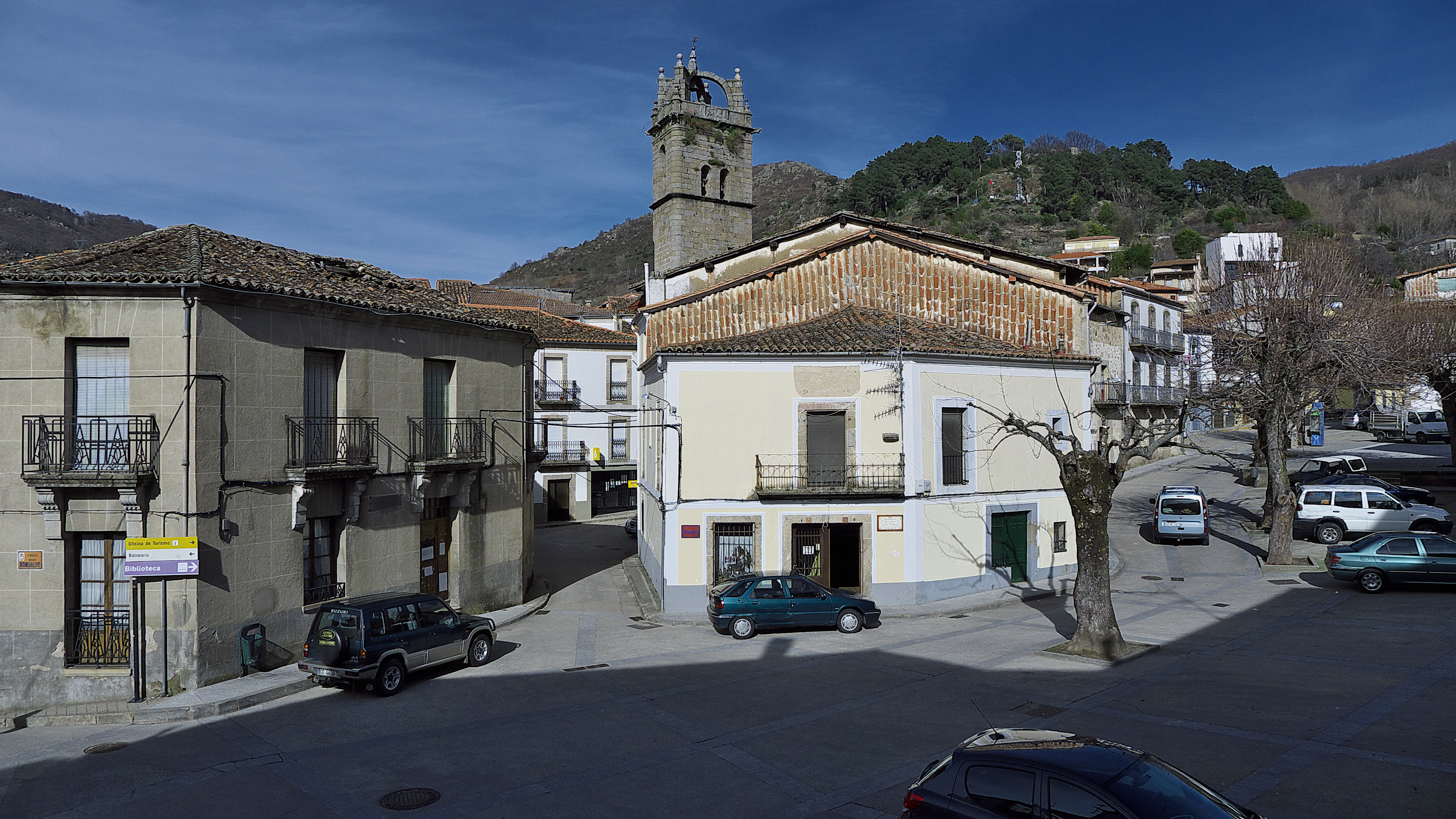
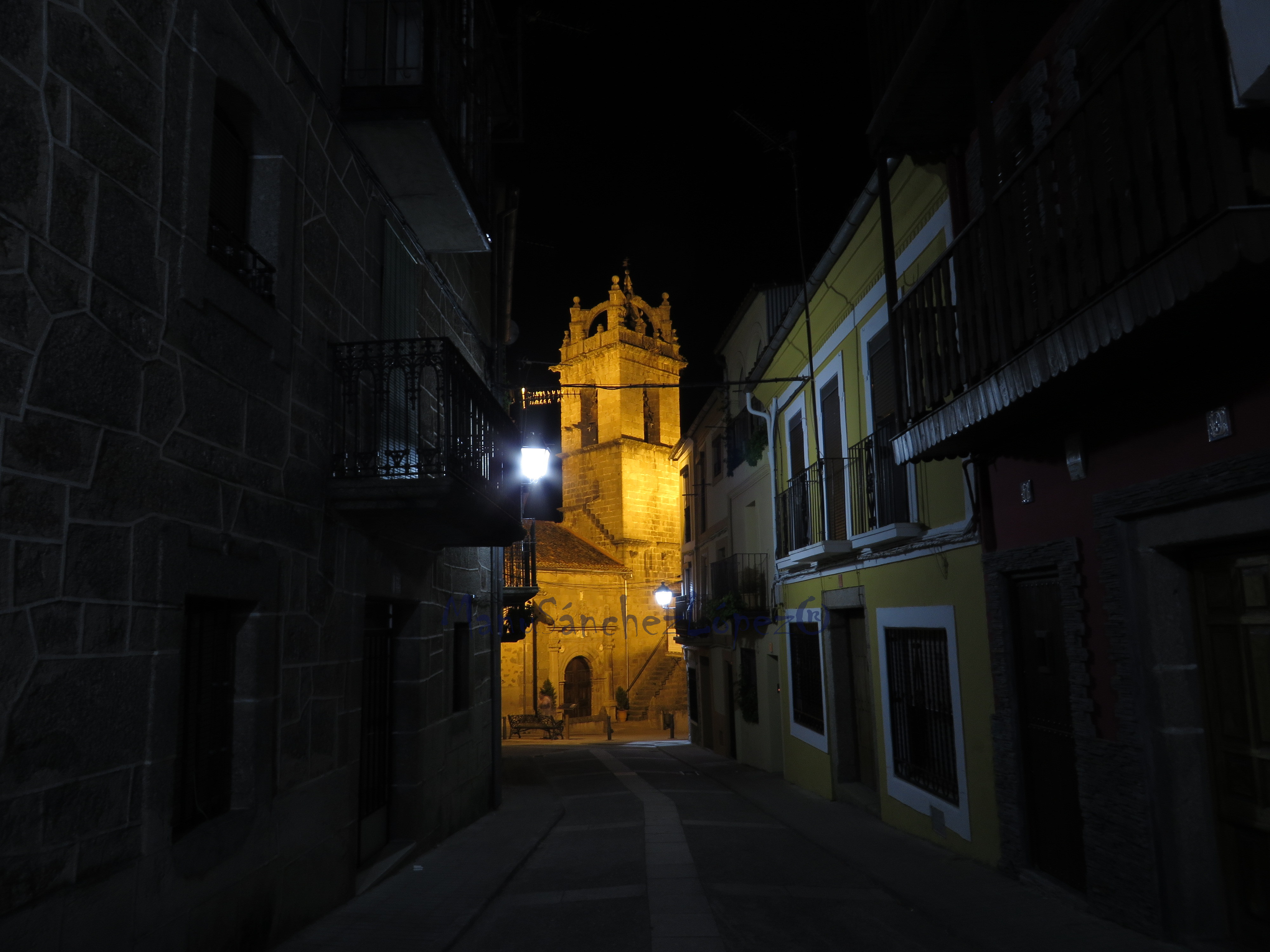
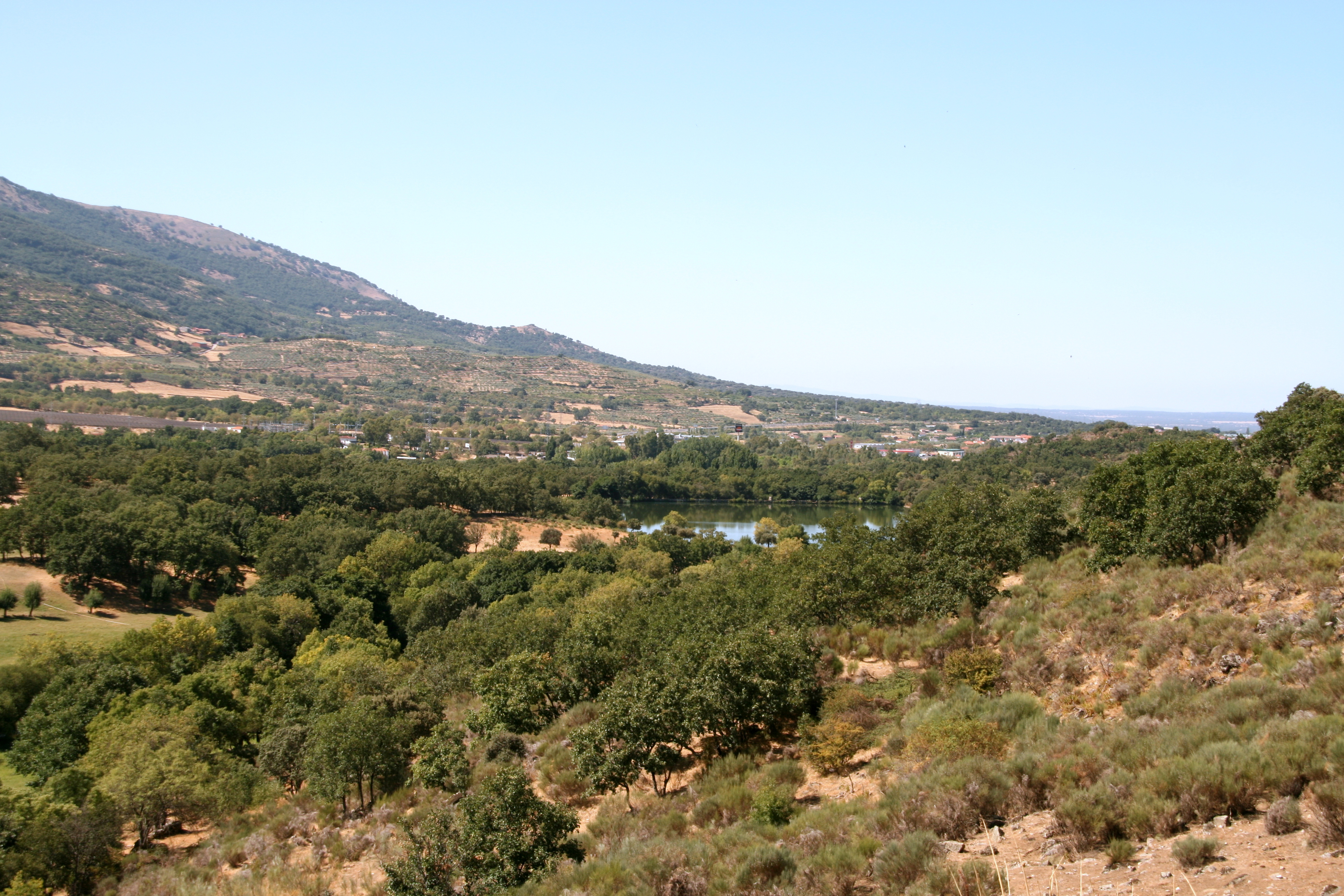
Uitzicht over Baños de Montemayor